# Courtney Brown
Courtney Brown é um Professor Associado em Ciência Política na Universidade de Emory. É conhecido pela promoção do uso da não-linearidade em pesquisas científicas sociais. É também conhecido como proponente da Visão Remota, uma forma de percepção extrassensorial alegadamente utilizada pela DIA e pela CIA até 1995.